# Archidiecezja Ho Chi Minh
Archidiecezja Ho Chi Minh (łac. Archidioecesis Hochiminhopolitana) – rzymskokatolicka archidiecezja ze stolicą w Ho Chi Minh w Wietnamie, wchodząca w skład Metropolii Ho Chi Minh. Siedziba biskupa znajduje się w bazylice katedralnej Niepokalanego Poczęcia w Ho Chi Minh. 

## Historia
- Archidiecezja Sajgonu powstała w dniu 2 marca 1844 jako wikariat apostolski Zachodniej Kochinchiny. W dniu 3 grudnia 1924 roku zmieniono nazwę na wikariat apostolski Sajgonu. W dniu 24 listopada 1960 roku wikariat został podniesiony do rangi archidiecezji. W dniu 23 listopada 1976 roku archidiecezja otrzymała obecną nazwę.

## Biskupi
- ordynariusz: abp Joseph Nguyễn Năng

## Podział administracyjny
W skład archidiecezji Ho Chi Minh wchodzi 200 parafii.

## Główne świątynie
- Katedra: bazylika katedralna Niepokalanego Poczęcia w Ho Chi Minh